# Hammerskins
Hammerskins (também conhecido como Hammerskin Nation) é um grupo da supremacia branca formado em 1988 em Dallas, Texas. Os hammerskins assim como os boneheads fazem parte dos "skins-neonazista" e têm uma ideologia totalmente contrária aos dos demais grupos da subcultura skinhead como os trad skins, os R.A.S.H.s, os S.H.A.R.P.s, os redskins entre outros subgrupos anti-fascistas que não toleram racismo, homofobia, xenofobia, antissemitismo, entre outros tipos de preconceitos.
O foco principal dos hammerskins é a produção e divulgação da música do poder branco que é mais conhecida como Rock Against Communism e muitas bandas de white power são afiliados com eles. Os Hammerskins são afiliados com a gravadora 9% Productions. Eles idealizam aqueles que consideram guerreiros históricos para a raça ariana, como os viquingues e nazistas. Muitos de seus membros foram condenados por assédio, assaltos e assassinatos de pessoas não-brancas.
A luta pelo poder acabam dividindo o grupo em várias facções, alguns dos quais estão agora defuntos. Os Hammerskins também têm torcidas organizadas e a maioria dessas nações são conhecidas como Crew 38. O Hammerskins host several e vários outros concertos anuais, incluindo Hammerfest, um evento anual, tanto nos Estados Unidos como na Europa, caíram em homenagem a Hammerskin Joe Rowan, vocalista da banda Nordic Thunder.
O logotipo dos Hammerskins é representados por dois martelos atravessados um no outro, assemelhando-se ao passo de soldados, é baseado em uma organização neo-nazi fictícia retratada no filme "Pink Floyd The Wall" de 1982. O logotipo dos Hammerskins e seu lema "Hammerskins Forever, Forever Hammerskins" (HFFH) frequentemente aparecem em seus apetrechos e tatuagens.

## História
A "Nação Hammerskin" utiliza o nome e o símbolo de um grupo neo-nazi fictício retratado no álbum The Wall, da banda de rock progressivo inglesa Pink Floyd, lançado em 1979 e transformado em filme em 1982. Apesar da banda declarar-se e atuar de forma veementemente anti-fascista, a Hammerskin Nation deriva sua iconografia diretamente daquela forjada no filme, abstraindo, portanto, a conotação negativa que possui no interior da obra, ou ainda, exaltando-a: rock racista e violência racialmente motivada sob a bandeira que carrega dois martelos cruzados nas cores vermelho, branco e preto.
O primeiro grupo Hammerskin, o Confederate Hammerskins, se formou na cidade de Dallas, Texas, na década de 1980 nos Estados Unidos. Desde então, dezenas de grupos Hammerskins locais e regionais apareceram, incluindo os Eastern Hammerskins, os Northern Hammerskins e os Arizona Hammerskins. Esses grupos foram unidos sob a égide da Hammerskin Nation por mais de uma década. A partir de 1 de maio de 2000, o site oficial da Hammerskin Nation listou 19 grupos em toda a América do Norte, abaixo de 21 do ano anterior. O site lista vários grupos fora dos Estados Unidos: encontrados no Canadá, Inglaterra, França, Holanda, Espanha, Hungria, Portugal, Suíça, Austrália e Nova Zelândia, bem como dois na Alemanha e dado o carácter multinacional do movimento nazi-skinhead, ampla participação, como estrangeiro, não é surpreendente. Segundo o Hammerskin penitenciário Jimmy Matchette, unidade internacional Hammerskin é uma meta importante:
| “ | Nossa missão atraiu todos a nós a partir dos quatro cantos da terra. Os ventos do destino tiraram de nós e nos levaram para além das fronteiras geográficas e étnicas de vários ramos da raça ariana branca exerto-nos em uma nação. | ” |

Um dos principais elementos de ligação dos nazi-skins de diferentes culturas e áreas geográficas ou em conjunto é a música white power. A Hammerskin Nation não é uma exceção. De fato, em quatro locais nacionais, os pontos de contato do Hammerskin Nation são mantidos pelo ódio através de bandas de rock como: The Brawlers, em Wichita, Kansas; Max Resist, em Rochester, Michigan; Intimidation One em Clackamas, Oregon, e Dying Breed (agora conhecida como H8Machine) em Harrison, Nova Jersey. Uma banda popular de rock de ódio, Bound for Glory, é liderado por Ed Wolbank, ex-diretor do Northern Hammerskins em St. Paul, Minnesota. Segundo Wolbank:
| “ | Música é o número 1. É a melhor maneira de atingir as pessoas. Através da música as pessoas podem começar a entrar em cena, então você pode começar a educá-las. Política através da música. | ” |

O rock de ódio tem sido uma força poderosa de inspiração e uma eficaz ferramenta de recrutamento para grupos de skinheads racistas como os Hammerskins. Algumas bandas racistas têm canções escritas que promovem a Hammerskins, como "HSN" da banda Brawlers e "Hammerskins" da banda Bully Boys.

### Recrutamento
A Hammerskin Nation não tenta esconder o fato de que pretende recrutar jovens.
| “ | Todos os dias temos uma carta de um garoto que está farto de seu ambiente multi-culturalistico. Eles estão procurando respostas e um caminho para sair … As crianças crescem sem qualquer forma de auto-identidade. Elas são dadas duas opções, ou ir com a norma de multi-culturalismo e mestiçagem ou ser considerado uma pátria, uma minoria. Vamos ter de segurar a minoria racista e recebê-la no movimento. | ” |

Embora os Hammerskins sempre pareçam ansiosos para recrutar novos membros, eles são seletivos sobre os quais eles aceitam em seus grupos. A maioria das organizações supremacistas brancas permite recrutas potenciais para juntar-se fazendo nada mais do que preencher um requerimento e pagar anuidade. Em contraste, a Hammerskin Nation, como uma Faculdade fraternal, pede que os membros prospectivos esperem que sejam aprovados antes de serem autorizados a participar.
| “ | Quem quiser juntar-se a nós terar que enganchar com um grupo Hammerskin Crew e aprender sobre o que eles são. Se gostarmos do que vermos, tenho certeza que será dada a você uma chance | ” |

### Crime de ódio
A violência é parte integrante da subcultura skinhead, entre skinheads racistas e até mesmo entre os não-racistas também. Os skinheads racistas cometeram um grande número de crimes de ódio violento nos Estados Unidos durante as décadas de oitenta e noventa, que vão desde espancamentos brutais até assassinatos de imediato. Como um dos mais importantes grupos de skinheads white power no país, o Hammerskins tem chocado frequentemente as comunidades em que eles estão ativos com a violência de algumas das suas atividades.
O Hammerskins Confederate de Dallas foram ambos o primeiro grupo Hammerskin e o primeiro a vir a público. No verão de 1988, o grupo formado pelos membros Sean Tarrant, Jon Jordânia, Michael Lawrence, Christopher Greer e Daniel Wood perseguiram e bateram em negros e hispânicos em um esforço para mantê-los fora de Robert E. Lee Park, em Dallas. Durante o verão e o outono, os Hammerskins vandalizaram uma sinagoga e um centro comunitário judaico, atirando-os para fora das janelas, quebrando portas de pinturas com sprays anti-semitas e suásticas. Michael Lawrence também cometeu crimes violentos com os nazi-skins Christopher Jones, Daniel Roush e Forrest Hyde em Tulsa, Oklahoma, no ano seguinte. O grupo de Tulsa bombardeou e assaltou uma discoteca que era de propriedade de pessoas não-brancas.
Em junho de 1991, Arlington, Texas, foi palco de mais violência praticada por hammerskins. Três membros jovens de 16 anos mais antigos do Hammerskins Confederate assassinaram o afro-americano, Donald Thomas, enquanto ele se sentou na parte traseira de um caminhão com dois amigos brancos. Joshua Hendry alegou que depois que ele, William Roberts e Christopher Brosky beberam cerca de duas caixas de cerveja, Roberts disse que queria "fazer um drive-by" e "atirar em uma pessoa negra". Segundo Hendry, depois que ele e Brosky acordaram, Roberts preparou uma espingarda de cano serrado. Hendry depois testemunhou que quando os três passaram perto de Donald Thomas, Brosky gritou "mate-o!" e Roberts, puxou o gatilho.
Também em 1991, Jimmy Miller (apelidado de "Soda Pop"), um Arizona Hammerskin, bombardeou uma residência que ele pensou erradamente que era ocupado por skinheads rivais. Jimmy Miller também desfigurou uma sinagoga. Embora ele tenha sido condenado a mais de cinco anos por estes crimes, ele foi libertado depois de cumprir apenas dois anos no mesmo ano na prisão. No mesmo ano em Birmingham, Alabama, o hammerskin "Louis Oddo" e seu colega "Adam Galleon" assassinaram um senhor negro de 50 anos e sem-teto na véspera de Natal. Louis e Adam mataram um homem chamado Douglas Garrett, espancando-o com um bastão de beisebol e chutando-o com suas botas pesadas. Louis e Adam foram posteriormente condenados por assassinatos.
Menos de dois anos depois, no verão e outono de 1993, os membros do New Dawn Hammerskins desfiguraram duas sinagogas, assediando os proprietários negros de uma livraria local e agrediram duas meninas negras em Brockton e Randolph, Massachusetts. Em julho de 1994, estes hammerskins foram acusados de conspirar para intimidar e interferir com os direitos dos cidadãos negros e judeus. O líder do grupo, Brian Joseph Clayton, foi também o único entre os réus. Ele se declarou culpado das acusações e recebeu 46 meses de prisão.
Outro grande incidente de violência relacionada aos hammerskins ocorreu no dia 17 de março de 1999, em um campo aberto perto de Temecula, Califórnia. Seis Western Hammerskins (Travis Miskam, Daniel Butler, Alan Yantis, Gregory McDaniel, Jesse Douglas e Jason McCully) alegadamente atacaram o afro-americano Randy Bowen, de 23 anos. Eles aparentemente o escolheu para atacá-lo simplesmente por ele ser negro, aproximando-se dele, sem provocação como se fosse um encontro de jovens não planejado. Travis Miskam, alegadamente atingiu a cabeça de Randy com uma garrafa de cerveja, e quando lhe perguntaram o porquê do ocorrido, alegadamente Travis respondeu, "Nós não gostamos de negros por aqui, eu não gosto de negros". De acordo com documentos legais, quando Randy tentou fugir, os Hammerskins o perseguiram, gritando "Die, nigger!", "Get that nigger!", "Kill that nigger!" e "We're going to get you, nigger!". Entre eles, os Hammerskins carregavam uma garrafa, uma chave de fenda, uma faca dobrável e uma faca de lâmina. Eles cortaram, esfaqueado a cabeça e as costas de Randy antes que ele fugisse para uma estranha casa. Testemunhas indicaram que após o ataque de Randy Bowen, os hammerskins iniciaram marchas, dando saudações nazistas e cantando músicas alemãs.
Em 16 de agosto de 1999, um júri indiciou os quatro hammerskins adultos envolvidos no ataque (Miskam, Butler, Yantis e McDaniel) sob a acusação de tentativa de homicídio, conspiração para cometer assassinatos com melhorias para filiação, quadrilha e prática de crimes de ódio. Em março de 2001, assim como Miskam, Yantis e Douglas também aguardaram julgamento, Butler, McDaniel e McCully foram considerados culpados de assaltos com uma arma mortal e de ter cometido crime de ódio. Além disso, os advogados que representam Randy Bowen entrou com uma ação civil que visa obrigar todos os seis hammerskins envolvidos no ataque, suas famílias e a Hammerskin Nation pagarem os danos punitivos. A ação alega que os Hammerskins são uma gangue de rua, como definido pelo Código Penal, da Califórnia, e descreve o grupo, como eles encorajam os seus membros, incluindo os réus, para cometer atos de violência e intimidação contra afro-americanos para promover os seus objetivos da supremacia branca.